# 学校法人尾張学園
学校法人 尾張学園

| 建学の精神   | 宗祖 親鸞聖人のみ教えにもとづき、いのちを大切にし、真実に生きる人間形成を目指す。 |
| 創立         | 1827年（文政10年）                                                                |
| 種別         | 私立                                                                              |
| 理事長       | 小笠原信昭                                                                        |
| 本部         | 〒470-0344 愛知県豊田市保見町南山1                                                |
| 設置機関     | 愛知新城大谷大学 名古屋大谷高等学校 豊田大谷高等学校 豊田大谷中学校               |
| ウェブサイト | 学校法人尾張学園公式サイト                                                        |

学校法人尾張学園（がっこうほうじんおわりがくえん）は、愛知県豊田市に本部を置く学校法人である。

## 概要
現在、名古屋大谷高等学校、豊田大谷高等学校を擁している。
かつては豊田大谷中学校の他、新城市との公私協力方式で、愛知新城大谷大学、愛知新城大谷大学短期大学部も設置していたが、平成22年度より募集を停止し、平成26年3月に大学運営から撤退し、同時に豊田大谷中学校も廃止した。

## 設置教育機関
- 法人事務局
  - 名古屋大谷高等学校
  - 豊田大谷高等学校

### 過去に設置
- 愛知新城大谷大学（平成22年度より学生の新規募集停止。平成25年に閉学）
  - 愛知新城大谷大学短期大学部（平成22年度より学生の新規募集停止。平成23年に閉学）
- 豊田大谷中学校（平成17年度より生徒の新規募集を停止し、平成19年度から休校、平成25年度を以て閉校）